# Cancelar
Cancelar (din lat. „cancellarius”, funcționar medieval însărcinat cu întocmirea documentelor oficiale) este denumirea purtată în Evul Mediu de anumiți înalți funcționari, denumire păstrată în spațiul de limbă germană pentru funcția de prim-ministru al guvernelor statelor respective, iar în Brazilia pentru ministrul de externe al țării.
Demnitatea de cancelar imperial (Reichskanzler) era o funcție executivă deținută în timpul Sfântului Imperiu Roman de către arhiepiscopul de Mainz. În Imperiul German de la 1871 funcția de cancelar era echivalată celei de prim-ministru (șef de guvern), tradiție continuată și în Republica de la Weimar. Între 1925-1933 funcția de președinte al republicii o deținea Paul von Hindenburg. Conform Constituției de la Weimar președintele numea pe cancelar. La începutul celui de Al Treilea Reich, în 1933, Adolf Hitler a obținut ca von Hindenburg să-l numească pe căi legale drept cancelar. După moartea lui von Hindenburg în 1934 nu a mai fost ales un nou președinte, Hitler cumulând cele două funcții de cancelar și președinte și autointitulându-se Führer (Conducător).
Prim-ministrul se numește astăzi "cancelar federal" (Bundeskanzler), în Austria ca și în Germania. În aceste state cancelarul deține funcțiile executive, iar președintele statului (Bundespräsident) îndeplinește funcții de reprezentare (protocolare).
În prezent, termenul este folosit cel mai adesea pentru a descrie:
- Șeful guvernului
- O persoană responsabilă de afacerile externe
- O persoană cu atribuții legate de justiție
- O persoană responsabilă de problemele financiare și economice
- Decanul unei universități

## Utilizare modernă

### Șeful guvernului
În Germania modernă și în Austria, cancelarul federal este președintele guvernului federal.

### Ministrul
În Regatul Unit, Cancelarul Trezoreriei - Ministrul Finanțelor, Lordul Cancelar - Ministrul Justiției

### Alte funcții publice
În Elveția, cancelarul federal al Uniunii este șeful secretariatului celor mai înalte autorități și administrații federale (Adunarea Aliaților și Consiliul Aliat).
În Estonia, cancelarul Justiției (est. Õiguskantsler) este un funcționar al cărui obiect este de a supraveghea faptul că actele legislative ale autorităților de stat legislative și executive și ale guvernelor locale respectă constituția și legile.

## Ministrul de Externe și misiunile diplomatice
În America Latină, echivalentele pentru „cancelar” (Canciller în limba spaniolă și Chanceler în portugheză) sunt folosite în mod obișnuit pentru a se referi la postul de ministru de externe. Este adesea folosit ca sinonim cu titlurile complete ale miniștrilor afacerilor externe, în special în Mexic, care se referă la funcția de șef al ministerului afacerilor externe (termenul oficial fiind Secretar al Afacerilor Externe). De asemenea, Ministerul Afacerilor Externe din țările vorbitoare de limbă spaniolă din America este numit Cancillería sau în Brazilia vorbitoare de limbă portugheză ca Chancelaria. Cu toate acestea, în Spania, termenul canciller se referă la un funcționar public din cadrul serviciului diplomatic spaniol responsabil cu probleme tehnice legate de afacerile externe. În ceea ce privește serviciul străin german, termenul Kanzler (cancelar) se referă la șeful administrativ al unei misiuni diplomatice.

## Alte
În Danemarca, biroul de cancelar (sau cancelarul regal) pare să fi apărut în secolul al XII-lea și până în 1660 a fost titlul de lider al administrației de stat (un fel de „birou de lucru intern”, dar deseori cu atribuții politice străine). Deseori, el părea a fi adevăratul lider al guvernului. Din 1660 până în 1848, titlul a continuat ca „Marele Cancelar” sau „Președintele Cancelariei Daneze” și a fost înlocuit în 1730 de titlul "Ministrul Afacerilor Interne".
În Estonia, un cancelar (Kantsler) conduce lucrările unui minister și coordonează instituțiile supuse ministerului. Un minister poate de asemenea să aibă unul sau mai mulți vice-cancelari (Asekantsler), care îndeplinesc îndatoririle cancelarului, atunci când este absent. Cancelarul Justiției (Õiguskantsler, în prezent Ülle Madise) supraveghează legalitatea acțiunilor întreprinse de guvern și monitorizează implementarea libertăților civile de bază.